# Vicomte Gormanston

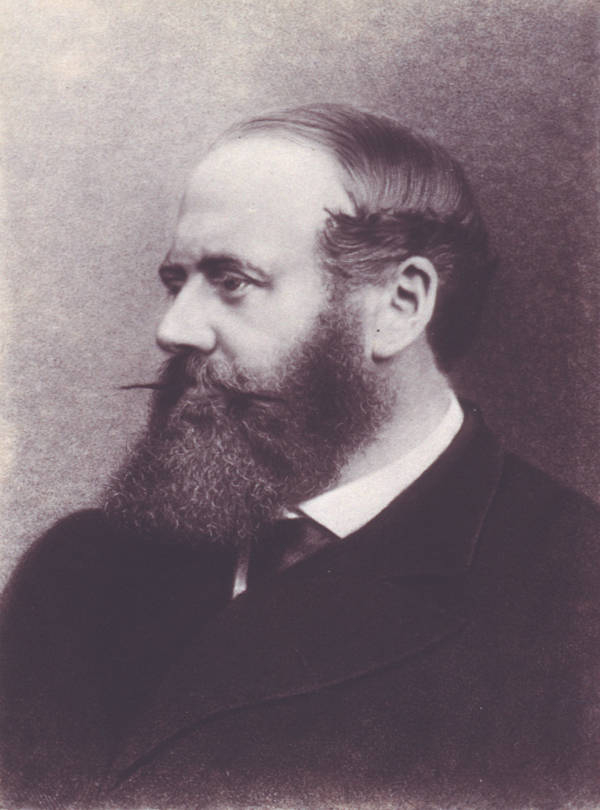
Jenico Preston, 14e vicomte Gormanston, GCMG

Le titre de vicomte Gormanston est créé dans la pairie d'Irlande en 1478 pour le 4e baron Gormanston (cr. 1370), lord-député d'Irlande.
Le prénom de Jenico, peu commun, est donné traditionnellement à l'aîné de la famille. Il provient du prénom de sir Jenico d'Artois, commandant militaire de Gascogne. Il deviendra par la suite un important propriétaire terrien en Irlande. Sa fille Jeanne, se marie avec le 3e baron Gormanston, mère du 1er vicomte.
Le 14e vicomte, sir Jenico Preston, diplomate par excellence, fait son entrée à la chambre des Lords britannique en tant que baron Gormanston (cr. 1868).